# ان‌جی‌سی ۲۳۹
ان‌جی‌سی ۲۳۹ (انگلیسی: NGC 239) نام یک کهکشان مارپیچی در صورت فلکی نهنگ است.